# S Club 7
 (janvier 2024).
Si vous disposez d'ouvrages ou d'articles de référence ou si vous connaissez des sites web de qualité traitant du thème abordé ici, merci de compléter l'article en donnant les références utiles à sa vérifiabilité et en les liant à la section « Notes et références ».
Pour la série télévisée, voir S Club 7 (série télévisée)
Pour leur premier album, voir S Club (album).
Le S Club 7 est un groupe de musique pop anglais formé par Simon Fuller, le créateur des Spice Girls, en 1998. Ce groupe, qui dura jusqu'en 2002, fut aussi créé pour les besoins d'une série télévisée, également intitulée S Club 7. Après le départ de Paul Cattermole, le groupe a continué jusqu'en 2003 sous le nom de S Club.
En 2008, Jo O'Meara, Bradley McIntosh et Paul Cattermole annoncent qu'ils se réunissent pour faire renaître le groupe désormais appelé S Club 3, rejoints ensuite par Tina Barrett pour former S Club 4.
Après plusieurs années de négociations, le groupe accepte enfin de se reformer pour l'édition 2014 de Children in Need, diffusée sur la BBC. Le 14 novembre 2014, voyant l'énorme impact de leur retour, ils décident de programmer une tournée de 11 dates au Royaume-Uni ainsi qu'un nouveau Best Of avec un inédit : Rain.

## Histoire

### Débuts
En 1998, des compagnies cherchent à créer une nouvelle série télévisée hors du commun concernant un groupe de jeunes musiciens qui tentent de devenir célèbres. À la suite d'auditions, sept jeunes chanteurs inconnus, entre 16 et 22 ans, sont choisis.
Le groupe tourne alors 13 épisodes de leur nouvelle série (Miami 7) à Miami (ce qui complétera la 1re saison) et enregistre plusieurs chansons. Leur 1er single, Bring it all Back sera numéro 1 des ventes britanniques. Déjà, ils sont récompensés aux TV Hits Awards ainsi qu'aux Smash Hits Awards.
En octobre 1999, devant leur succès retentissant, le S club 7 enregistre leur 1er album, S Club, qui est un succès. Par la suite, ils reçoivent deux récompenses aux Disney Channel Kids Awards.
En 2000, le groupe sort un 2e album, 7, et la 2e saison de la série (intitulée LA 7) les met en scène à Los Angeles. L’album récolte deux prix comme meilleurs débutants.
En 2001, ils sortent leur 3e album, Sunshine, qui leur permet d’être enfin connus partout. Les chansons Don't Stop Movin' (en) et Never Had a Dream Come True (en) remportent plusieurs récompenses dont celle de chanson de l’année aux États-Unis. Le groupe débute alors une tournée en Grande-Bretagne nommée S Club Party Live.
Début 2002, le S club 7 commence une deuxième tournée intitulée S Club Carnival 2002 pour laquelle ils sont récompensés. Ils tournent aussi leur 3e saison télévisée à Hollywood en Californie (Hollywood 7). Durant le tournage de leur 4e saison en Espagne (Viva S Club), Paul Cattermole décide de quitter le groupe. Au même moment, on apprend que Hannah et Paul entretiennent une relation amoureuse.
Fin 2002, le S Club 7, désormais renommé S Club, sort un nouvel album nommé Seeing Double et fait une tournée en Espagne.
En 2003, le groupe tourne un film : Seeing Double. Ils commencent ensuite une tournée en Grande-Bretagne avec le S club 8 (un groupe de jeunes formé par eux) : S Club United Tour 2003. Finalement, au milieu de l’année le S club décide de se séparer amicalement (en raison, entre autres, de certains problèmes de dos contraignants de Jo), chacun souhaitant faire leur propre carrière en solo. Pour l’occasion, ils sortent une compilation de leurs plus grands succès, Best - The Greatest Hits Of S Club 7, en ajoutant une chanson nommée Say Goodbye.
En 2008, Jo O'Meara, Bradley McIntosh et Paul Cattermole annoncent qu'ils se réunissent pour faire renaître le groupe sous le nom de S Club 3.`
En 2010, Jon Lee officialise son homosexualité au cours d'une interview accordée au magazine Gay Times.
En 2015, le groupe entame une série de concerts qui débute le 7 mai et s'achève le 21 mai : le Bring It All Back – 2015 Arena Tour

## Membres

### Tina Barrett
Tina est importante comme voix de fond, mais surtout en tant que danseuse désignée. Elle apparaît dans la série comme une fille enjouée, douce et réservée.

### Jon Lee
Jon (Jonathan) apparaît dans la série comme un garçon sensible avec un tempérament agréable.

### Jo O'Meara
Jo (Joanne Vada) est sans doute la chanteuse principale du groupe. Elle apparaît dans la série comme une jeune femme ambitieuse avec une grande force de caractère.

### Rachel Stevens
Rachel apparaît dans la série comme une fille passionnée qui apprécie la mode. Sa voix est d'un registre plus grave que les autres chanteuses du groupe, ce qui apporte une belle dimension aux chœurs féminins dans les chansons.

### Bradley McIntosh
Bradley a composé des chansons sur les albums Seeing Double et Sunshine. Il apparaît dans la série comme étant confiant, drôle et maladroit. Il apprécie beaucoup la danse.  

### Hannah Spearritt
Hannah  apparaît dans la série comme une jeune femme sensible, empathique et pétillante. Elle a été en couple avec Paul Cattermole jusqu'en 2006.

### Paul Cattermole
Paul apparaît dans la série comme un gars positif qui cherche avant tout à s’amuser. Il quitte le groupe lors de la dernière année pour se consacrer à d’autres types de musique. Il a été en couple avec Hannah jusqu'en 2006. Il meurt subitement le 6 avril 2023.

## Série télévisée
La série télévisée, dans laquelle les membres du groupe jouent leur propre rôle, raconte l’histoire d’un groupe formé de 3 chanteurs et 4 chanteuses qui souhaitent devenir célèbres. Pris entre la recherche constante d’un manager qui saurait les aider et des histoires d’amour, le groupe réussit à se frayer un chemin jusqu’à la célébrité tout en illustrant chaque épisode de leur musique. Au Québec, la série est diffusée sur VRAK.TV et en France sur France 2.
- Miami 7 : le périple commence en Grande-Bretagne, lorsque le groupe amateur se rend compte que leur manageur actuel est incapable de leur obtenir des contrats intéressants. Afin d’éviter leur colère et pour se débarrasser d'eux, celui-ci décide de les envoyer à Miami en Floride, dans un petit motel minable où ils seront sous les ordres d’un patron désagréable et profiteur et de son frère beaucoup plus innocent, avec lesquels ils vivront maintes aventures. Cependant, lorsque leur contrat s’achève, le groupe s'aperçoit qu’ils sont toujours à la case départ et décide de retourner en Grande-Bretagne. Cependant, un choix de dernière minute les mène à Los Angeles.
- L.A. 7 : décidé à devenir célèbre, le groupe s’installe dans un petit appartement d’une propriétaire excentrique. Bien que leurs occasions de chanter en public soient de plus en plus nombreuses et qu’ils réussissent à trouver un manager, ils ne sont pas satisfaits des résultats. Après avoir donné un ultimatum à leur manager et que leur propriétaire a décidé de vendre son appartement pour vivre avec un homme, ils choisissent à nouveau de partir, cette fois à Hollywood.
- Hollywood 7 : les membres du S club 7, doutant de plus en plus, décident de laisser une dernière chance au destin et réussissent à trouver un agent en moins de 24 heures. Cette fois, leur carrière décolle enfin. Ils passent à la télévision, dans des magazines, et font des enregistrements. Mais après avoir goûté aux joies et aux misères de la célébrité, le groupe retourne en Grande-Bretagne.
- Viva S club : cette fois, le groupe se retrouve transporté en Espagne, où ils souhaitent de nouveau percer. Ils y rencontrent leur nouvel agent, un débutant très peu efficace mais attentionné et leur femme de ménage. Ils comprennent vite qu’ils sont encore inconnus en Espagne et qu’ils vont devoir beaucoup travailler. Durant les premiers épisodes, Paul décide de quitter le groupe et de retourner tout seul en Grande-Bretagne. Là-bas, leur carrière avance très peu mais ils achètent leur propre club dont chacun s’occupe. Finalement, le groupe est obligé de fuir un ex-petit ami de Tina, mafioso, qui souhaite l’épouser. Pour ce, ils doivent détourner un bateau en route vers l’Égypte pour retourner pour de bon dans leur pays natal.

## Le film
Le film nommé Seeing Double, d’une durée de 1h31, réalisé par Nigel Dick et sorti le 11 avril 2003 a été plutôt mal accueilli par la critique, au point qu’il n’est sorti qu’en Grande-Bretagne sur grand écran. En fait, l'intrigue du film était plutôt légère, servant surtout de prétexte aux séquences musicales.
Intrigue : Alors que le groupe est en vacances en Espagne, ils découvrent, en se voyant à la télévision, qu’ils ont été clonés. Il s’avère que le coupable est un scientifique qui souhaitait contrôler l’esprit des enfants pour diriger le monde. Les clones étant peu intelligents, ils se montreront tout de même coopératifs avec le groupe qui tentera de déjouer ce plan diabolique.
Dans de nombreuses scènes du film, Jo O’Meara a dû être remplacée par une doublure, ses possibilités étant restreintes par une maladie.

## L'après S Club
Après la séparation du groupe, chacun a décidé de prendre une voie différente. Rachel a été la première à enregistrer un nouvel album. Peu après, Jo a fait de même, après avoir surmonté ses problèmes de dos. Jon s’est tourné vers le théâtre, débutant dans une adaptation des Misérables de Victor Hugo. Hannah a joué dans plusieurs films tout en continuant à suivre Paul, maintenant membre d’un groupe nommé Skua. Bradley souhaite faire une carrière solo et Tina souhaite aussi chanter bien qu’elle se fasse encore discrète.
En 2008, 3 membres du groupe, Jo, Paul et Bradley, ont décidé de remonter sur scène pour une "mini" réunion souvenirs lors de différents festivals dans toute la Grande-Bretagne.

## S Club 8
En 2001, S Club 7 organisera un concours télévisé afin de former un groupe musical composé de jeunes adolescents. Le groupe, formé de 8 jeunes chanteurs, se nommera le S Club Junior jusqu'à la séparation du S Club 7 où il se renommera le S club 8. Une partie de l'équipe se retrouvera en 2004-2005 dans la série jeunesse "Dream" diffusée sur France 2.

## Discographie

### Albums
| Année | Albums Studios                              |
| ----- | ------------------------------------------- |
| 1999  | S Club                                      |
| 2000  | 7                                           |
| 2001  | Sunshine                                    |
| 2002  | Seeing Double                               |
| 2003  | Best - The Greatest Hits Of S Club 7        |
| 2015  | Best - The Greatest Hits Of S Club 7 (2015) |

### Singles
| Année | Titres                                                               | Albums                                      |
| ----- | -------------------------------------------------------------------- | ------------------------------------------- |
| 1999  | Bring It All Back S Club Party Two in a Million You're My Number One | S Club                                      |
| 2000  | Reach Natural Never Had a Dream Come True (en)'                      | 7                                           |
| 2001  | Don't Stop Movin' (en) Have You Ever You                             | Sunshine                                    |
| 2002  | Alive                                                                | Seeing Double                               |
| 2003  | Say Goodbye                                                          | Best - The Greatest Hits Of S Club 7        |
| 2015  | Rain                                                                 | Best - The Greatest Hits Of S Club 7 (2015) |
| 2023  | These Are The Days                                                   | Hommage à Paul Cattermole                   |

### Tournées
| Année | Tours                               | Dates             |
| ----- | ----------------------------------- | ----------------- |
| 2001  | S Club Party Live                   | 19 mai au 11 juin |
| 2002  | S Club Carnival 2002                | 2 au 28 février   |
| 2003  | S Club United Tour 2003             | 2 au 25 avril     |
| 2015  | Bring It All Back – 2015 Arena Tour | 7 au 21 mai       |
| 2023  | Good Times Tour                     | 12 au 29 octobre  |

## Distinctions
En 2004, le S Club 7 apparaît dans le Livre Guinness des records pour le plus grand nombre de personnes chantant sur un single. En effet, plus de 275 000 personnes chantent sur le single Have You Ever, sorti en novembre 2001. L'enregistrement avait été effectué dans le cadre d'un appel de la BBC lors de l'émission Children in Need pour venir en aide aux enfants défavorisés. Plus de 3 616 écoles britanniques y ont participé.
| Année | Cérémonie             | Prix                                                        |
| ----- | --------------------- | ----------------------------------------------------------- |
| 2000  | Brit Awards           | Meilleur nouvel artiste britannique                         |
| 2000  | Disney Channel Awards | Meilleur groupe                                             |
| 2000  | TV Hits Awards        | Meilleur album pour l'album 7                               |
| 2001  | Variety Club Awards   | Meilleur artiste                                            |
| 2001  | Record Of The Year    | Meilleur single pour le titre Don't Stop Movin' (en)        |
| 2001  | Brit Awards           | Meilleur single britannique pour le titre Don't Stop Movin' |